# Edward Seymour, Lord Beauchamp
Edward Seymour, Lord Beauchamp (* 21. September 1561 im Tower of London; † Juli 1612 in der Grafschaft Wiltshire) war ein englischer Adliger und ältester Sohn des Edward Seymour, 1. Earl of Hertford und der Lady Catherine Grey, was ihn zu einem Neffen der Neuntagekönigin Lady Jane Grey machte. Als Erbe (Heir apparent) des Earl of Hertford führte er den Höflichkeitstitel Lord Beauchamp. Einen substantiellen Adelstitel führte er demgegenüber niemals. Aufgrund der Abstammung seiner Mutter von Prinzessin Mary Tudor, der jüngeren Schwester König Heinrich VIII., hatte Seymour einen Anspruch auf den Thron, was Königin Elisabeth I. dazu veranlasste, die heimlich geschlossene Ehe seiner Eltern für ungültig und ihn als illegitim zu erklären. Dennoch wurde Seymour lange Zeit als potentieller Nachfolger Elisabeths betrachtet.

## Leben

### Familie und Herkunft
Edward wurde als ältester Sohn von Edward Seymour, 1. Earl of Hertford und dessen Gemahlin Catherine Grey geboren. Seine Eltern hatten Ende des Jahres 1560 heimlich und ohne Erlaubnis von Königin Elisabeth I. geheiratet. Da Catherine Grey laut dem Testament König Heinrich VIII. nach Elisabeth in der Thronfolge stand, war ihre unerlaubte Eheschließung von politischer Brisanz. Elisabeth selbst war kinderlos und der Adel, der sich eine protestantische Thronfolge wünschte und eine Alternative zu den Thronansprüchen Maria Stuarts suchte, richtete daher seine Hoffnungen auf Catherine Grey und ihre Nachkommen. Da Elisabeth stets Rivalen fürchtete, reagierte sie hochgradig erbost auf Catherines Schwangerschaft und ließ sie im Tower of London inhaftieren.

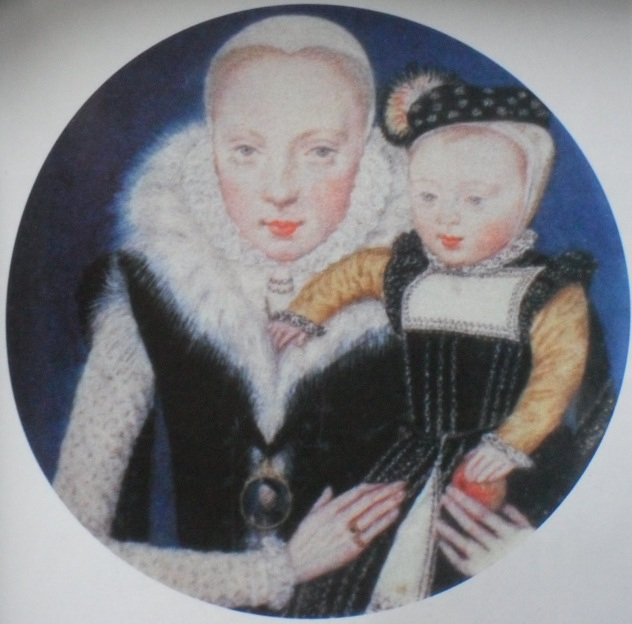
Edward Seymour als Baby mit seiner Mutter Lady Catherine Grey, möglicherweise von Levina Teerlinc

Dort wurde Edward am 21. September 1561 geboren und zwei Tage später in der Kapelle des Towers getauft. Er erhielt den Höflichkeitstitel Lord Beauchamp, nach dem nachgeordneten Titel seines Vaters Baron Beauchamp, obwohl unsicher war, ob er ihm rechtlich zuerkannt werden würde. Um ihn als potentiellen Nachfolger und somit als Fokus für unzufriedene Untertanen unschädlich zu machen, ließ Elisabeth 1561 die Ehe seiner Eltern für ungültig erklären, da Hertford und Catherine keine Zeugen für die Eheschließung vorweisen konnten. Damit wurde Edward zum Bastard und hatte somit keinerlei Erbansprüche, weder auf den Thron noch auf die Titel seines Vaters. Dennoch bemühte sich der protestantische Adel, insbesondere Elisabeths Minister William Cecil, 1. Baron Burghley darum, die Ehe als gültig zu beweisen und Edward zu legitimieren, zum großen Ärger Elisabeths.
Im Sommer 1563, als Edward fast zwei Jahre alt war und seine Mutter im Tower einen zweiten Sohn namens Thomas zur Welt gebracht hatte, wurde er gemeinsam mit seiner Familie aus dem Tower entlassen. Allerdings wurde er von seiner Mutter und seinem jüngeren Bruder getrennt und gemeinsam mit seinem Vater zu dessen Mutter Anne Seymour, Duchess of Somerset geschickt. Als er kaum drei Jahre alt war, wurde auch sein Vater von ihm getrennt und in die Obhut des ihm feindlich gesinnten Sir John Mason gegeben, während Edward bei seiner Großmutter blieb. Anne Seymour bemühte sich nach Kräften, die Freilassung ihres Sohnes und ihrer Schwiegertochter zu erwirken und die Familie wieder zusammenzuführen, jedoch erfolglos. Catherine Grey starb am 26. Januar 1568, ohne ihren Sohn und ihren Mann jemals wieder gesehen zu haben. Daraufhin wurde Edwards Bruder Thomas ebenfalls in Anne Seymours Obhut gegeben.

### Jugend und Konflikt mit Vater
Seymour wurde zunächst unter der Obhut seiner Großmutter in ihrem Sitz Hanworth, Middlesex, von einem privaten Tutor unterrichtet. Als er acht Jahre alt war, wurde sein Vater Hertford schließlich aus der Haft entlassen und Seymour schrieb ihm auf Latein Briefe von seinen Fortschritten in seinen Studien. Im Jahr 1574 beschrieb sein Musiklehrer den jüngeren Bruder Thomas Seymour als den wesentlich begabteren der beiden und beschwerte sich, dass Thomas, „zwei Lektionen lernen würde für jede, die Mylord [Edward] lernt, wenn ich ihn unterrichten würde“. Es wird mitunter vermutet, dass Edward und Thomas eine Zeitlang in William Cecils Haushalt lebten, allerdings gibt es keinen stichhaltigen Beweis dafür. Am 22. Dezember 1576 wurde er im Magdalen College immatrikuliert. Allerdings lässt sich anhand von erhaltenen Briefwechseln schließen, dass er weder ein guter Student war noch einen Abschluss machte.

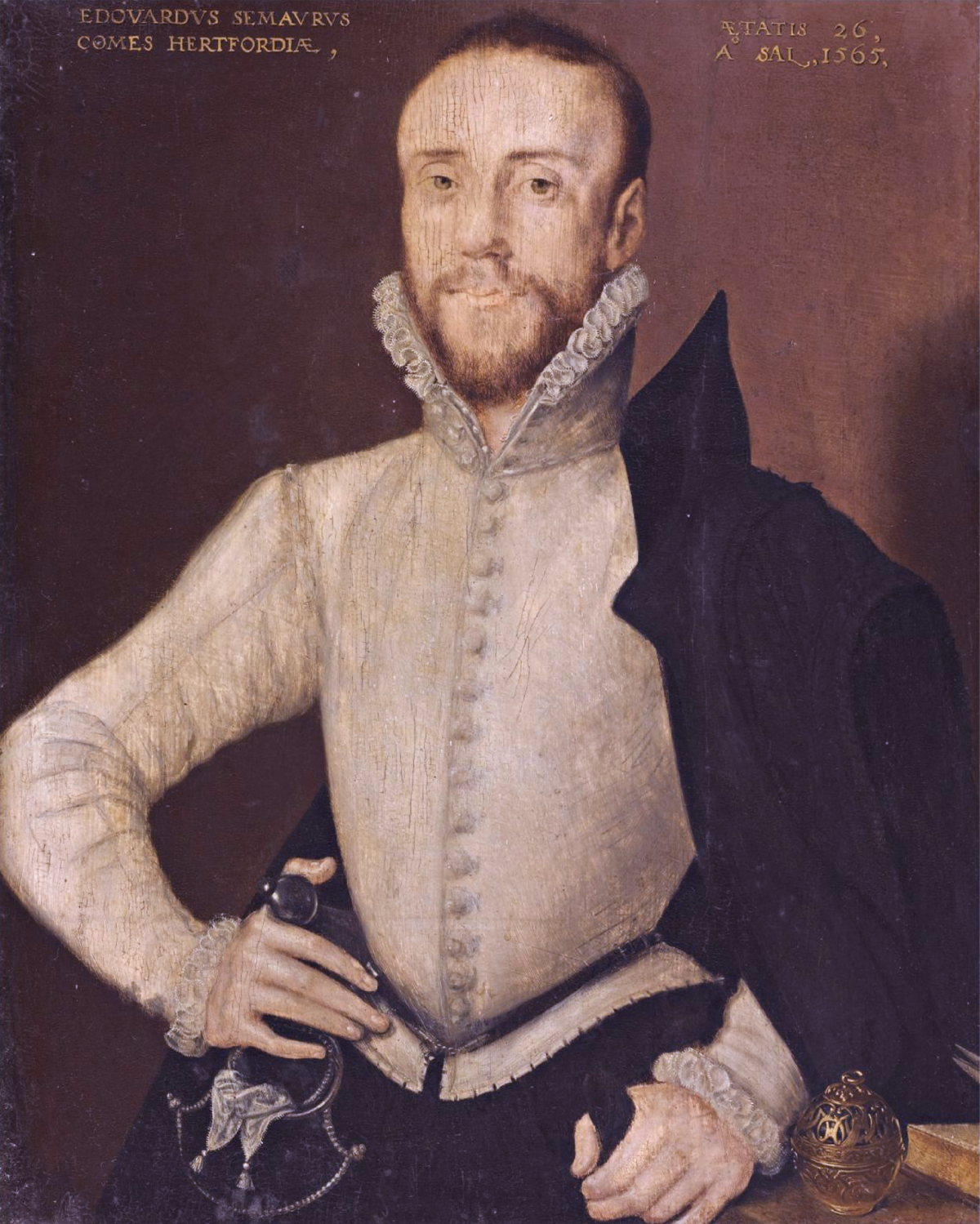
Edwards Vater Edward Seymour, 1. Earl of Hertford

Spekulationen um Seymours Anspruch auf den Thron rissen nicht ab. Im Jahr 1574 kursierten Gerüchte, dass er mit Elisabeths Tochter verlobt worden war, die angeblich aus ihrer Beziehung zu Robert Dudley, 1. Earl of Leicester entsprungen war. Angeblich, so der spanische Botschafter, gäbe es Pläne, Maria Stuart und ihren Sohn Jakob zu ermorden, um den Weg frei zu machen für Seymours Thronbesteigung. Beide Behauptungen sowie die Existenz einer Tochter Elisabeths sind historisch nicht nachweisbar, zeigen aber das Interesse, das seine Zeitgenossen in Seymours Thronanspruch hatten. Auch Hertford hegte trotz der offiziellen Illegitimität seiner Söhne große Hoffnungen für sie. Im Sommer 1581 verliebte sich Seymour jedoch in Honora Rogers, Tochter des Sir Richard Rogers, die eine Zeitlang im Haushalt seiner Großmutter Anne Seymour gelebt hatte. Pikanterweise war ihr Vater bis vor kurzem einer der berüchtigtsten Schmuggler des Landes gewesen, dem mehrere Piratenschiffe gehörten.
Dieser Umstand machte Honora zu einer hochgradig unpassenden Partie für einen potentiellen Thronfolger. Hertford war erbost über die unstandesgemäße Beziehung seines Sohnes und nahm Seymour das Versprechen ab, keine Frau zu heiraten, die nicht von seinem Vater ausgesucht worden war. Doch obwohl Seymour sich offiziell seinem Vater unterwarf und Honora ersuchte, seine Briefe und Geschenke zurückzugeben, schrieb er ihr heimlich und bat sie, „das Sprichwort ‚Aus den Augen, aus dem Sinn‘ nicht auf mich anzuwenden“. Entgegen allen Versprechen heiratete er sie heimlich, was im September 1582 ans Licht kam. Da sein erzürnter Vater ihn und Honora sofort voneinander trennte, schrieb Seymour an Elisabeths einflussreichen Minister Francis Walsingham und bat ihn um Unterstützung. Hertford hielt seinen Sohn drei Jahre lang unter Hausarrest in dem Versuch, ihn von dieser Ehe abzubringen. 1585 versuchte Seymour nach London zu fliehen, um die Königin um Hilfe zu bitten. Hertford fing ihn jedoch wieder ein, woraufhin Seymour mit Selbstmord drohte, wenn er weiterhin von Honora getrennt blieb.
Sowohl Vater als auch Sohn schrieben Briefe an den Kronrat, um Unterstützung für ihre Sache zu gewinnen. Seymour klagte seinen Vater an, er wolle „mich mit der Zeit dazu bringen, meine Frau nicht mehr zu mögen, obwohl mein Gewissen, Gott und Gottes Gesetz mich dazu verpflichten, sie zu lieben wie mich selbst“. Anders als bei Hertfords heimlicher Heirat mit Catherine Grey war Elisabeth diesmal durchaus geneigt, Gnade walten zu lassen. Eine Heirat unter seinem Stand neutralisierte eine potentielle Bedrohung durch Seymour, da der Adel niemals einen Thronfolger akzeptieren würde, dessen Frau die Tochter eines Piraten war. Sie gestattete Seymour offiziell, Honora zu heiraten. Um seinen enttäuschten Vater zu beschwichtigen, erteilte sie Hertford gleichzeitig die Genehmigung, seine langjährige Mätresse Frances Howard zu heiraten. Im Jahr 1587 schien die Familie schließlich Seymours Ehe akzeptiert zu haben, denn Anne Seymour, die ebenfalls gegen die Heirat gewesen war, hinterließ ihrem Enkel und Honora ein großzügiges Erbe.

### Spätere Jahre und Tod
Im Jahr 1595 versuchte Hertford erneut Beweise für die Legitimität seiner Söhne zu sammeln. Mit hoher Wahrscheinlichkeit ging es ihm lediglich darum, dass Seymour seine Titel erben durfte. Elisabeth betrachtete es jedoch als einen Versuch, Seymour in die Thronfolge einzugliedern und ließ Hertford erneut für kurze Zeit im Tower inhaftieren. Seymour selbst, so ordnete sie an, sollte ab sofort nicht mehr als Lord Beauchamp, sondern nur noch als Master Seymour angesprochen werden. Abgesehen davon wurde Seymour nicht weiter behelligt, möglicherweise ein Zeichen, dass die Königin ihn im Gegensatz zu seinem Vater nicht verdächtigte. Auch ein Jahr später, als sein Bruder in möglicherweise verschwörerische Handlungen verwickelt wurde, wurden keine Schritte gegen Seymour unternommen.
Dennoch bestanden in der Bevölkerung nach wie vor Hoffnungen auf Seymour als Thronfolger, insbesondere da Elisabeth alt wurde und noch immer keinen Nachfolger ausgewählt hatte. So wurde 1594 in Antwerpen ein höchst kontroverses Buch mit dem Titel A Conference to the Next Succession of the Crown of England gedruckt (zu deutsch: Eine Besprechung der nächsten Erbfolge der Krone von England), dessen Autor Doleman die Seymours als beliebte Kandidaten für den Thron bezeichnete. Er erörterte die Möglichkeit einer Ehe zwischen Seymour und Arbella Stuart, einer weiteren potentiellen Thronfolgerin. Im April 1598 gestand ein Seemann namens William Love, dass Captain Robert Elliot, ein Pirat, der mit Seymour Geschäfte machte, Seymour nach Spanien schmuggeln wollte. Zum Glück für Seymour konnte bewiesen werden, dass es sich um Pläne für eine Entführung handelte und nicht um ein Komplott, dem er zugestimmt hatte.

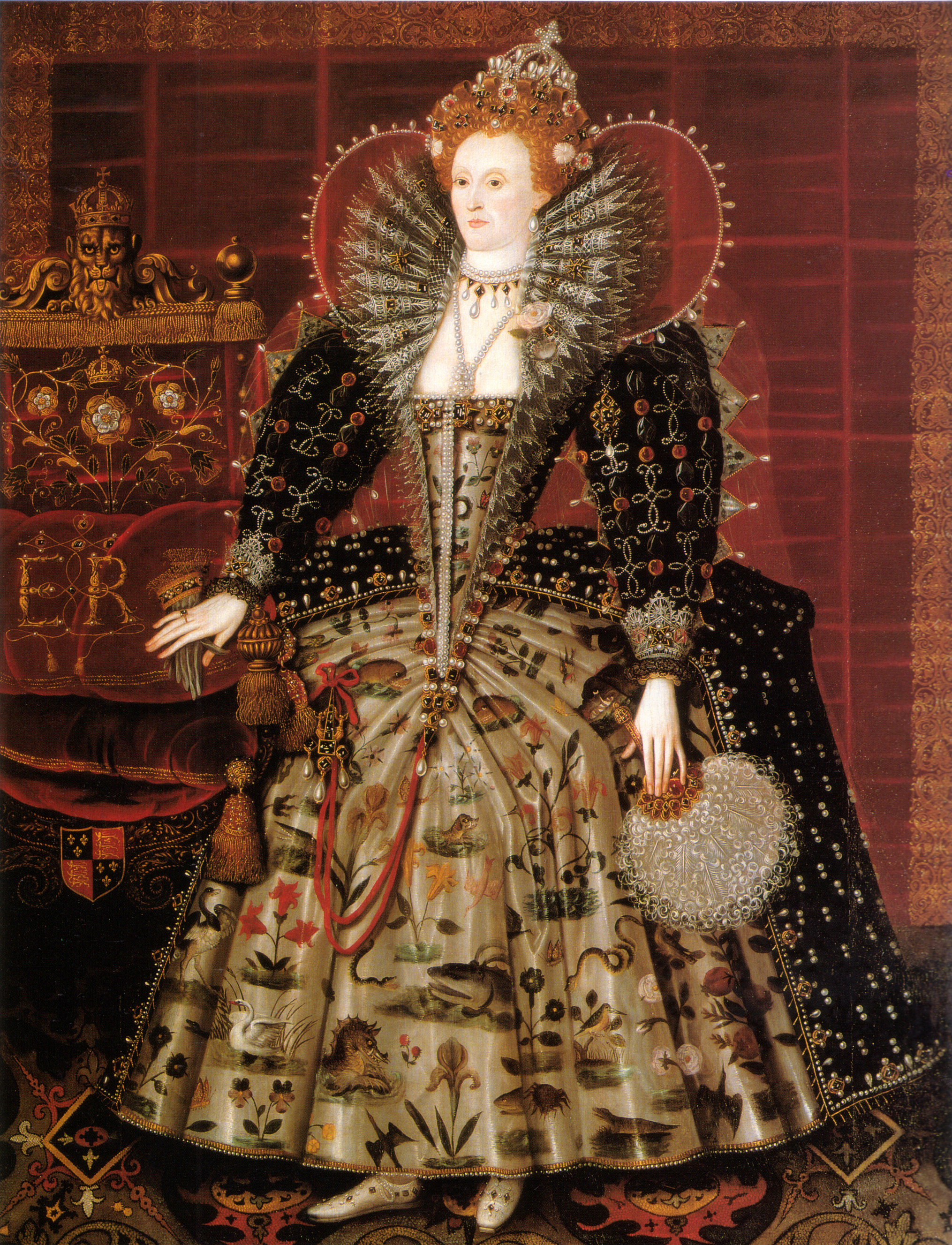
Königin Elisabeth I. in den 1590ern

Je älter die Königin wurde, umso mehr rückten ihre potentiellen Nachfolger ins Visier des öffentlichen Interesses. Am 28. März 1600 gingen Gerüchte um, dass Seymour eine Armee um sich scharte, um im Falle einer Nachfolge des Königs Jakob VI. von Schottland einen Aufstand anzuzetteln. Während es von einigen Zeitgenossen als bloßes Gerücht abgetan wurde, glaubte man beispielsweise in Venedig, dass Seymour „im Westen Fußtruppen und berittene Truppen aushob mit der Absicht, sich als König aus eigenem Recht zu erklären“, wobei sein Name einmal mehr mit Arbella Stuart in Verbindung gebracht wurde. Laut den venezianischen Quellen handelte Seymour auf Geheiß der Franzosen. Wenig später verstummten diese Gerüchte jedoch, als es hieß, Hertford hätte erklärt, „er würde sich nach London tragen lassen und dort die Proklamation [für Jakob] unterzeichnen und schwören, dass die Hand seines Sohnes das gleiche tun wird“. Allerdings werden keinerlei Konsequenzen oder Ermittlungen bezüglich dieser angeblichen Aktionen Seymours in den englischen Staatspapieren erwähnt. Auch ist es möglich, dass Seymour lediglich seine Truppen bewaffnete, um gegen einen eventuellen Volksaufstand bei Jakobs Machtantritt gewappnet zu sein.
Elisabeth starb im Jahr 1603 und König Jakob von Schottland trat als Jakob I. ihre Nachfolge an. Den Aussagen einer sechzehnjährigen Hofdame zufolge fragte der Rat Elisabeth kurz vor ihrem Tod, ob Seymour ihr Nachfolger sein sollte. Die sterbende Königin soll daraufhin geantwortet haben: „Ich werde nicht den Sohn eines Schurken auf meinem Thron dulden, sondern nur jemanden, der es würdig ist, König zu sein“. Da Jakob nach wie vor befürchtete, Seymour und seine Nachkommen könnten ihre Ansprüche geltend machen, ließ er im Jahr 1604 per Parlamentsbeschluss das Testament Heinrichs VIII. und die darin festgehaltene Thronfolge aufheben. 1608 gelang es dem mittlerweile sehr betagten Hertford endlich den Geistlichen ausfindig zu machen, der ihn und Catherine Grey damals verheiratet hatte. Erneut versuchte er die Legitimität seiner Söhne zu beweisen, damit Seymour seine Titel erben konnte. Jakob erfüllte ihm diesen Wunsch nur teilweise, indem er Seymour gestattete, den Titel seines Vaters zu erben und wieder den Höflichkeitstitel Lord Beauchamp zu führen. Seine offizielle Illegitimität hob er jedoch nicht auf.
Edward Seymour, Lord Beauchamp starb im Juli 1612 vor seinem Vater im Alter von 50 Jahren. Der Titel des Earl of Hertford ging daher nach dem Tod seines Vaters auf Seymours Sohn William Seymour über. Seymour wurde am 21. Juli in Bedwyn Magna nahe Wick beigesetzt und später in die Kathedrale von Salisbury überführt, wo auch seine Eltern ihre letzte Ruhestätte fanden. Auf dem Grab seiner Eltern, das heute noch besichtigt werden kann, befindet sich je eine Statue von ihm und seinem Bruder Thomas.

## Nachkommen
Mit Honora († 1608) hatte er folgende Kinder:
- Edward Beauchamp Seymour (1586–1618); ⚭ 1609 Anne, Tochter des Robert Sackville, 2. Earl of Dorset
- William Seymour, 2. Duke of Somerset (1588–1660)

1. ⚭ 1610 Arbella Stuart (1575–1615)
2. ⚭ 1616/17 Frances Devereux († 1679)

- Francis Seymour, 1. Baron Seymour of Trowbridge (1590–1664)

1. ⚭ 1620 Frances Prinne
2. ⚭ 1635 Catherine Lee († 1700/1)

- Honora († 1620); ⚭ 1610 Sir Ferdinando Dudley